# Język kayah
Język kayah, karenni – język tybeto-birmański z grupy kareńskej, używany przez ponad 100 tysięcy Karenów, głównie na terenie Birmy. Posiada własny system pisma, tzw. kayah li. Dzieli się na dwie odmiany, wschodnią i zachodnią, traktowaną przez Ethnologue jako odrębne języki.